# Batrachorhina medioalba
Batrachorhina medioalba är en skalbaggsart som beskrevs av Stefan von Breuning 1971. Batrachorhina medioalba ingår i släktet Batrachorhina och familjen långhorningar.
Artens utbredningsområde är Madagaskar. Inga underarter finns listade.